# Hořice na Šumavě
Hořice na Šumavě (deutsch Höritz, auch Höritz im Böhmerwalde; lateinisch Horzicz oder Gorici) ist eine Minderstadt im Okres Český Krumlov in Tschechien.

## Geographie

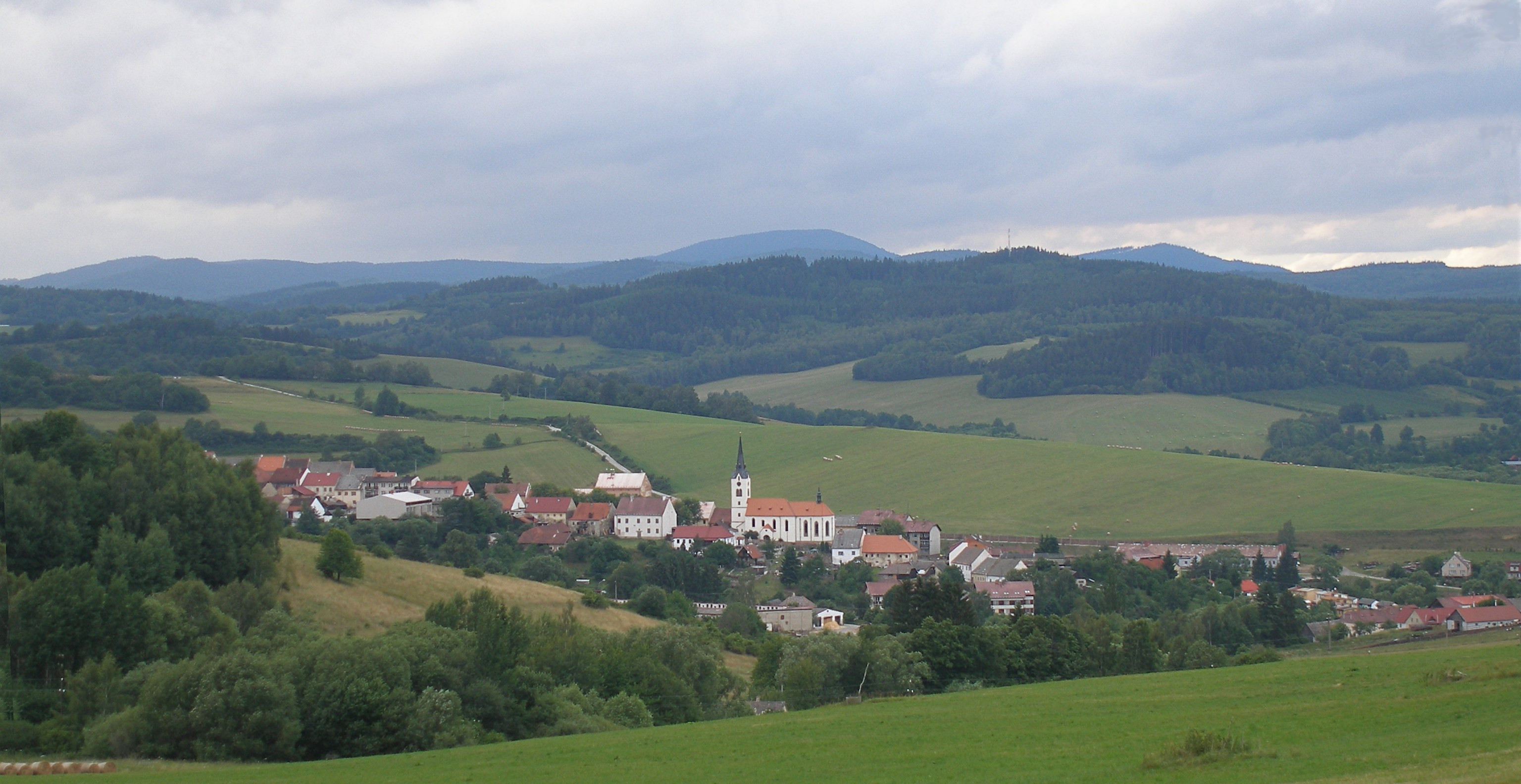
Gesamtansicht vom Süden

Hořice gehört zur südböhmischen Region Jihočeský kraj und liegt in den östlichen Ausläufern des Böhmerwaldes. Der Ort befindet sich auf einer Anhöhe linksseitig des Baches Hořický potok, der am nordöstlichen Ortsausgang beim Bahnhof in die Polečnice mündet.
Nachbarorte sind Kladenské Rovné und Skláře im Nordosten, Slavkov im Osten, Světlík im Südosten, Černá v Pošumaví im Südwesten, Olšina im Westen und Polná na Šumavě im Nordwesten. Südwestlich liegt der 868 m hohe Berg Kraviná.

### Gemeindegliederung
Die Gemeinde Hořice na Šumavě besteht aus den Ortsteilen:
- Hořice na Šumavě (Höritz)
- Mýto (Mauthstadt)
- Provodice (Probolden)
- Skláře (Teutschmannsdorf)
- Šebanov (Schöbersdorf) und
- Stěžerov (Fischern).

Grundsiedlungseinheiten sind Cipín (Zippendorf), Hořice na Šumavě, Mýto, Provodice, Skláře, Šebanov und Žestov (Schestau). Zu Hořice na Šumavě gehören außerdem die Wohnplätze Drahoslavice (Droschlowitz) und Mýtina (Reichenschlag). Am den Gemeindefluren liegen die Wüstungen Jankov (Janketschlag), Klení (Hafnern), Kondratice (Kainratsdorf), Kropshof, Skalná (Pinketschlag), Tatry (Tattern), Těchlov (Zichlern), Vojslavy (Wolfschlag) und Záhliní (Eisengrub).
Das Gemeindegebiet gliedert sich in die Katastralbezirke Cipín, Hořice na Šumavě, Mýto u Hořic na Šumavě, Skláře na Šumavě, Svíba (Schwiegrub), Šebanov und Žestov.

### Nachbargemeinden
| Polná na Šumavě  |                                             | Kájov       |
|                  | Kompassrose, die auf Nachbargemeinden zeigt |             |
| Černá v Pošumaví | Světlík                                     | Bohdalovice |

## Geschichte
Hořice wurde erstmals 1274 urkundlich erwähnt und war damals im Besitz des Heinrich von Amschelberg (Jindřich z Kosové Hory), der den Ort 1281 an die Witigonen abtrat. Die frühgotische Kirche St. Katharina entstand bereits um 1250. Seit 1290 gehörte es zum Kloster Hohenfurth. 1375 wurde es zum Städtchen erhoben, dem 1549 der Abt von Hohenfurth das Marktrecht verlieh. Im Dreißigjährigen Krieg wurde es von den Schweden geplündert, ab der Mitte des 19. Jahrhunderts gehörte die Gemeinde zum Gerichtsbezirk Krumau im Bezirk Krumau.

## Passionsspiele Höritz
Bekannt wurde Höritz vor allem durch die Passionsspiele, die in den Jahren 1818–1948 aufgeführt wurden, deren Tradition aber bis in das 13. Jahrhundert zurückreichen soll. Den Text für die Uraufführung im örtlichen Gasthof schrieb der Weber Paul Gröllhesl, der hierfür eine Vorlage des Kapuziners Martin Cochem aus dem Jahre 1682 benutzte. Die Spiele wurden zunächst von Laien aufgeführt. Seit 1890 wurden die Passionsspiele vom Deutschen Böhmerwaldbund organisiert. Sie wurden mehrmals verfilmt, u. a. 1895 für die amerikanische Gesellschaft Hurd. Im Zweiten Weltkrieg wurden die Passionsspiele in Höritz durch die Nationalsozialisten verboten und das Theatergebäude als Lager verwendet. Nach dem Krieg lebte die Tradition zwar kurz wieder auf, jedoch bemühten sich nun die Kommunisten um eine schnelle Liquidierung der Passionsspiele. Das Theatergebäude diente nach 1948 als Schafstall und Strohlager, später wurde das Holzgebäude abgerissen und die gemauerten Teile des Gebäudes nebst Wallfahrtskirche im Jahre 1966 gesprengt.
Nach der politischen Wende wurde am 29. Juni 1993 die Tradition der Passionsspiele wieder aufgenommen. In den ersten vier Jahren fanden 36 Vorstellungen statt, die von fast 10.000 Zuschauern aus Europa besucht wurden. Jesus wurde von dem Maler und Bildhauer Frantisek Hladky, einem gelernten Schreiner, gespielt. Seit dem 16. März 2017 ist Hořice na Šumavě eine Minderstadt.

## Sehenswürdigkeiten

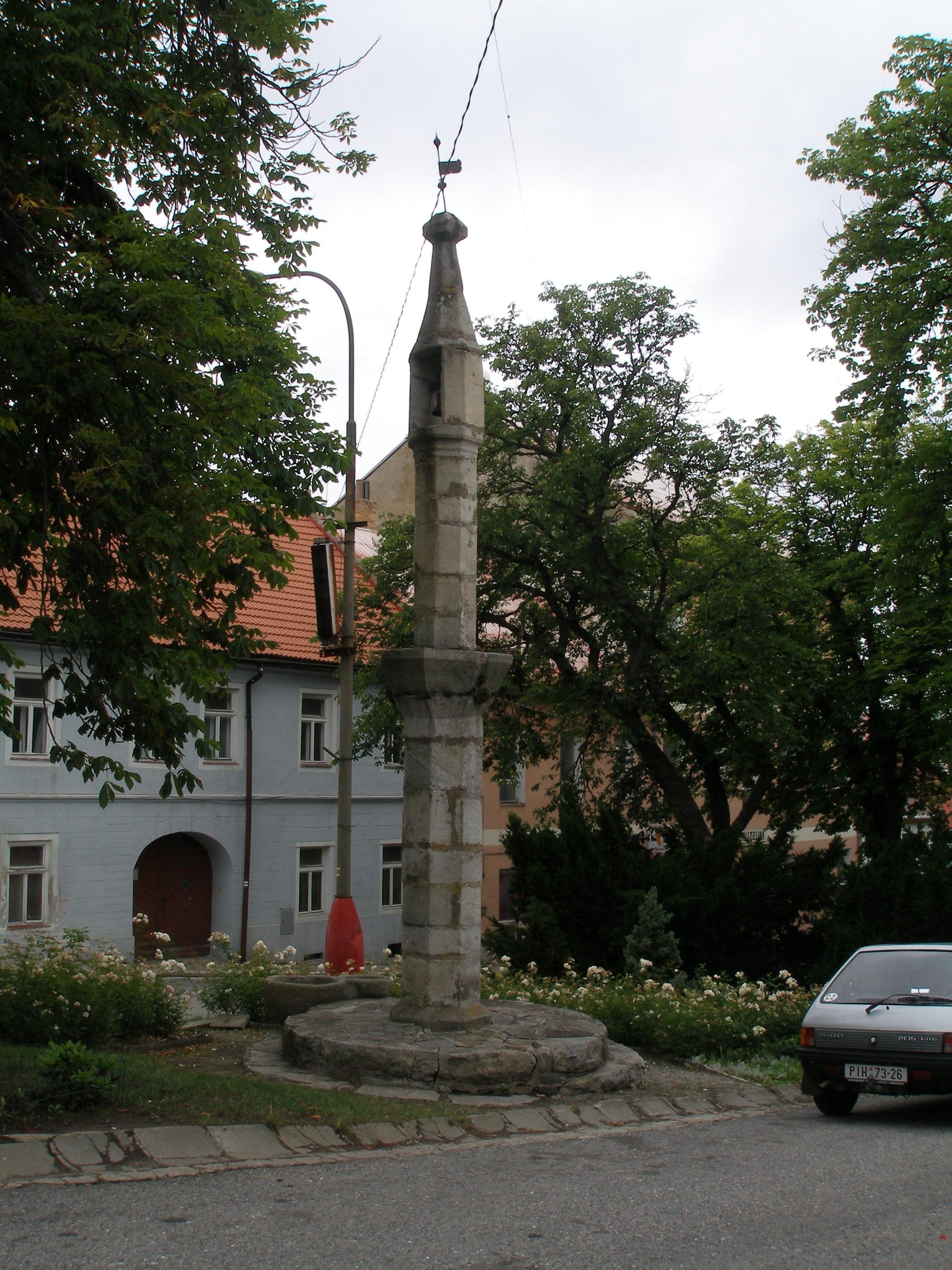
Pranger

- Die St.-Katharina-Kirche wurde um 1250 errichtet und um 1500 umgebaut. 1771 und 1834 brannte sie aus, 1900/01 wurde sie renoviert und erhielt einen neuen Kirchturm.
- Der achteckige Pranger dem Stadtplatz wurde 1549 aufgestellt.
- Statue des hl. Johann Nepomuk aus dem 18. Jahrhundert
- Ein System von sieben steinernen Brunnen, die früher die Bewohner mit Trinkwasser versorgten
- In der Nähe befinden sich die Naturschutzgebiete Slavkovský Chlumek und Žestov, sowie Kalksteinbrüche, die auch als Sammelplatz für Fledermäuse dienen.
- Museum der Gemeinde und der Passionsspiele
- Ausstellung historischer Rundfunkempfänger und Fernsehgeräte

## Wappen
| Wappen von Hořice na Šumavě | Blasonierung: „Auf silbernem Schild mit grüner Doppelflanke eine rote fünfblättrige Rose mit goldener Mitte und grünem Laub.“ |
| Wappen von Hořice na Šumavě | Wappenbegründung: Das Wappen leitet sich von dem der Rosenberger ab.                                                          |

## Persönlichkeiten
- Viktor Drouot (1811–1897), Offizier, Druckereibesitzer, Landtagsmitglied, Ehrenbürger mehrerer oberösterreichischer Gemeinden, 1867–1873 Bürgermeister von Linz, 1899 Straßenbenennung in Linz.
- Thomas Pöschl (1769–1837), katholischer Geistlicher, Chiliast und Sektierer